# Grand Prix Formule 1 van de Verenigde Staten 2003
De Grand Prix Formule 1 van de Verenigde Staten 2003 werd gehouden op 28 september 2003 op Indianapolis Motor Speedway in Indianapolis.

## Uitslag
| Positie | Nummer | Rijder                | Team               | Ronden | Tijd/Opgave     | Startplaats | Punten |
| ------- | ------ | --------------------- | ------------------ | ------ | --------------- | ----------- | ------ |
| 1       | 1      | Michael Schumacher    | Scuderia Ferrari   | 73     | 1:33:35.997     | 7           | 10     |
| 2       | 6      | Kimi Räikkönen        | McLaren - Mercedes | 73     | +18.258         | 1           | 8      |
| 3       | 10     | Heinz-Harald Frentzen | Sauber - Petronas  | 73     | +37.964         | 15          | 6      |
| 4       | 7      | Jarno Trulli          | Renault            | 73     | +48.329         | 10          | 5      |
| 5       | 9      | Nick Heidfeld         | Sauber - Petronas  | 73     | +56.403         | 13          | 4      |
| 6       | 3      | Juan Pablo Montoya    | Williams-BMW       | 72     | +1 Ronde        | 4           | 3      |
| 7       | 11     | Giancarlo Fisichella  | Jordan-Ford        | 72     | +1 Ronde        | 17          | 2      |
| 8       | 15     | Justin Wilson         | Jaguar Racing      | 71     | +2 Rondes       | 16          | 1      |
| 9       | 21     | Cristiano da Matta    | Toyota             | 71     | +2 Rondes       | 9           |        |
| 10      | 19     | Jos Verstappen        | Minardi - Cosworth | 69     | +4 Rondes       | 19          |        |
| 11      | 18     | Nicolas Kiesa         | Minardi - Cosworth | 69     | +4 Rondes       | 20          |        |
| Ret     | 16     | Jacques Villeneuve    | BAR-Honda          | 63     | Motor           | 12          |        |
| Ret     | 12     | Ralph Firman          | Jordan-Ford        | 48     | Gespind         | 18          |        |
| Ret     | 5      | David Coulthard       | McLaren - Mercedes | 45     | Versnellingsbak | 8           |        |
| Ret     | 8      | Fernando Alonso       | Renault            | 44     | Motor           | 6           |        |
| Ret     | 17     | Jenson Button         | BAR-Honda          | 41     | Motor           | 11          |        |
| Ret     | 20     | Olivier Panis         | Toyota             | 27     | Ongeluk         | 3           |        |
| Ret     | 14     | Mark Webber           | Jaguar Racing      | 21     | Ongeluk         | 14          |        |
| Ret     | 4      | Ralf Schumacher       | Williams-BMW       | 21     | Ongeluk         | 5           |        |
| Ret     | 2      | Rubens Barrichello    | Scuderia Ferrari   | 2      | Botsing         | 2           |        |

## Wetenswaardigheden
- Eerste en laatste punten: Justin Wilson.
- Laatste podium: Heinz-Harald Frentzen (ook laatste punten), Sauber.
- In alle vrije trainingen behaalde Jarno Trulli de eerste tijd.
- Sir Jackie Stewart reed drie ronden in het nieuwe Ford GT prototype, om de dertigste verjaardag van zijn afscheid te vieren.
- Op donderdag na de race zei Juan Pablo Montoya tegen de Britse krant The Sun dat hij twee dagen kwaad was over dat zijn titelkansen verloren gingen. Hij gaf geen interviews op het circuit na de race.
- Jaguar, BAR-Honda en Sauber leidden allemaal voor de eerste keer in hun historie een Grand Prix, wat Minardi het enige team maakte die geen Grand Prix heeft geleid.
- Deze race was de laatste race in Indianapolis die gehouden werd aan het einde van het seizoen.

## Statistieken
| Snelste ronde | Michael Schumacher | Ferrari | 1:11.473 |

## Noot
- Dit waren de eerste rondes als raceleider voor Mark Webber en Jenson Button.

Grand Prix Formule 1 van de Verenigde Staten: 1908 · 1910 · 1911 · 1912 · 1914 · 1915 · 1916 · 1959 · 1960 · 1961 · 1962 · 1963 · 1964 · 1965 · 1966 · 1967 · 1968 · 1969 · 1970 · 1971 · 1972 · 1973 · 1974 · 1975 · 1976 · 1977 · 1978 · 1979 · 1980 · 1989 · 1990 · 1991 · 2000 · 2001 · 2002 · 2003 · 2004 · 2005 · 2006 · 2007 · 2012 · 2013 · 2014 · 2015 · 2016 · 2017 · 2018 · 2019 · 2021 · 2022 · 2023 · 2024 · 2025 · 2026

Indianapolis 500: 1950 · 1951 · 1952 · 1953 · 1954 · 1955 · 1956 · 1957 · 1958 · 1959 · 1960

Grand Prix Formule 1 van de Verenigde Staten West: 1976 · 1977 · 1978 · 1979 · 1980 · 1981 · 1982 · 1983

Grand Prix Formule 1 van Las Vegas: 1981 · 1982 · 2023 · 2024 · 2025

Grand Prix Formule 1 van de Verenigde Staten Oost: 1982 · 1983 · 1984 · 1985 · 1986 · 1987 · 1988

Grand Prix Formule 1 van Dallas: 1984

Grand Prix Formule 1 van Miami: 2022 · 2023 · 2024 · 2025 · 2026 · 2027 · 2028 · 2029 · 2030 · 2031 · 2032 · 2033 · 2034 · 2035 · 2036 · 2037 · 2038 · 2039 · 2040 · 2041